# Bachino Selo
Bachino Selo (en macédonien Башино Село) est un village du centre de la Macédoine du Nord, situé dans la municipalité de Vélès. Le village comptait 814 habitants en 2002.

## Démographie
Lors du recensement de 2002, le village comptait :
- Macédoniens : 802
- Serbes : 8
- Valaques : 1
- Autres : 3